# Sânpaul
Sânpaul é uma comuna romena localizada no distrito de Cluj, na região histórica da Transilvânia. A comuna possui uma área de 93.22 km² e sua população era de 2549 habitantes segundo o censo de 2007.